# مسرحية ملابسية

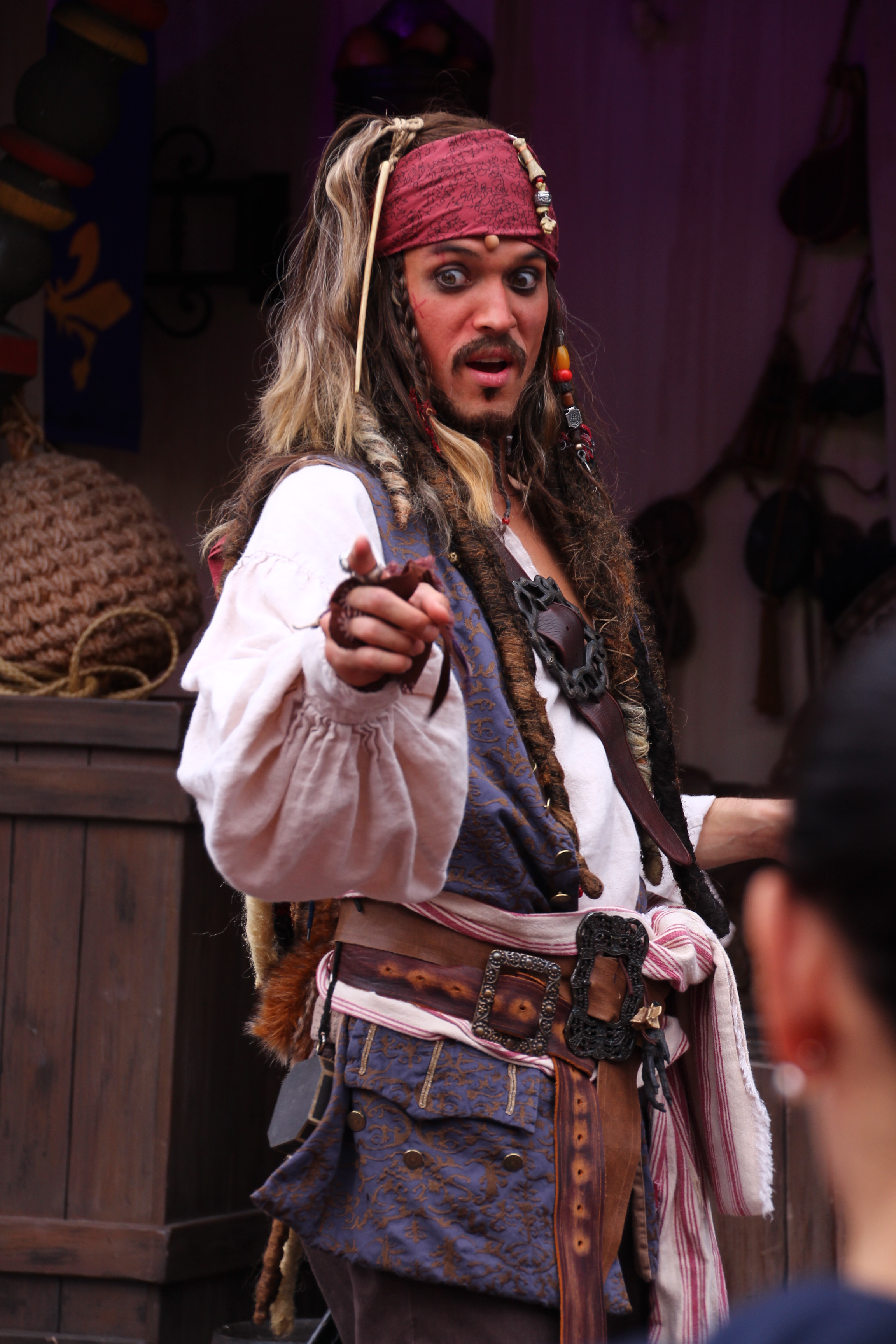
مشارك بمسرحية ملبسية لشخصية جاك سبارو من سلسلة أفلام قراصنة الكاريبي

المسرحية الملابسية أو (نقحرة: كوسبلاي) (باليابانية: コスプレ kosupure) و(بالإنجليزية: Cosplay)‏ هو نوع من فنون الأداء حيث يقوم المشاركون بارتداء أزياء شخصية الانمي ووضع زينتها. ومن أهم الشخصيات التي تجسد فيه شخصيات المانجا والرسوم المتحركة وكتب الرسوم المتحركة وألعاب الفيديو.

## الممارسة

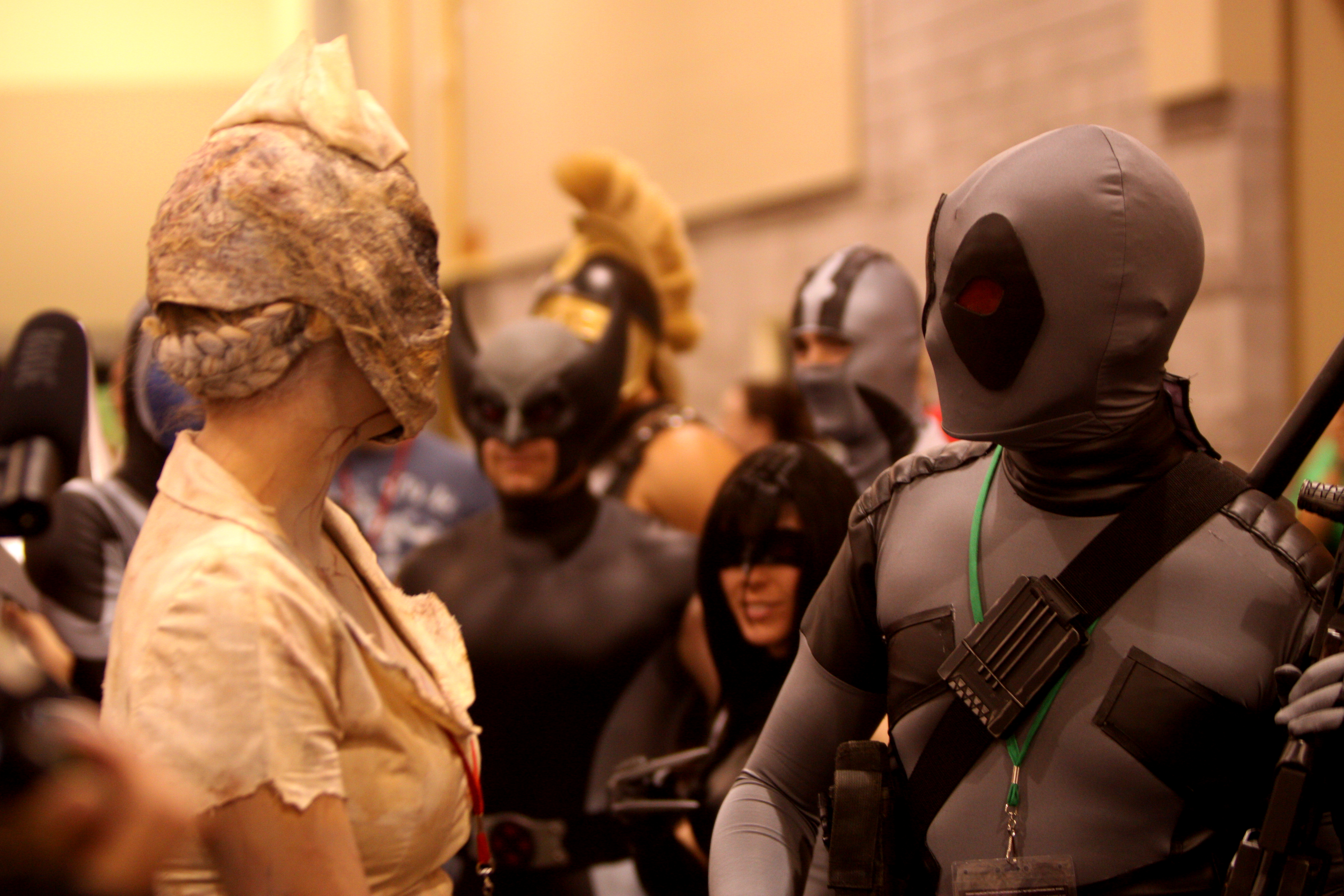
مشاركون في المسرحية الملابسية في مهرجان فينكس كوميكون (2012)

تتنوع أزياء المسرحية الملابسية بشكل كبير فيمكن أن تكون ملابس تنكرية بسيطة كما يمكن أن تكون أزياء ذات تفاصيل بالغة الدقة. وتعتبر مختلفة عن أزياء الهالووين أو الماردي جرا لأن الهدف منها هو تقليد شخصية محددة، وليس عكس ثقافة عيد أو ما يرمز إليه. ولهذا يحاول الممثلون في المسرحية الملابسية تبني طريقة تصرف الشخصية التي يمثلونها وسلوكياتها (ويأخذون استراحات ليتصرفوا على طبيعتهم). والشخصيات التي يتم تمثيلها قد تكون من أي فِلم، أو مسلسل، أو كتاب، أو قصة هزلية، أو لعبة، أو فرقة موسيقية، أو أنمي، أو مانجا. بل إن بعض ممثلو المسرحية الملابسية يختارون تقليد شخصية من وحي خيالهم أو شخصية تجمع بين أكثر من تصنيف (على سبيل المثال نسخة ستيم بانك لشخصية ما)؛ فمن أهم ما يميز روح المسرحية الملابسية هوأن بإمكان أي شخص أن يكون أي شيء. إذ يمكن لذكر أن يقوم بعمل مسرحية ملابسية لشخصية أنثى (والعكس صحيح)، كما يمكن لفتاة محجبة مثلًا أن تمثل كابتن أمريكا.

### الأزياء
يحصل ممثلو المسرحية الملابسية  على ملابسهم بعدة طرق مختلفة. إذ ينتج المصنعون أزياء مجهزة تتراوح جودتها لتُستخدم في المسرحية. غالبًا ما تُباع هذه الأزياء على الإنترنت، لكن يمكن شراؤها في المهرجانات كذلك. وفي عام 2008، حصل المصنعون اليابانيون لأزياء المسرحية الملابسية على أرباح تقدر بـ38 بيليون ين. كذلك يعمل بعض الأفراد في صناعة الأزياء بناء على الطلب؛ فيصنعون الأزياء، أو المعدات، أو الشعر المستعار بشكل مخصوص لتنابس مقاسات صاحب الطلب. وبعض ممثلو المسرحية الملابسية  يفضلون صناعة أزيائهم بأنفسهم.
تمثل المسرحية الملابسية نوعًا من التجسيد. ورغم ارتباط المسرحية الملابسية بالتعبيرعن النفس ارتباطًا وثيقًا، إلا أن قدرة ممثلو المسرحية الملابسية  على الأداء تحد منها ملامحه الجسدية. إذ يتم الحكم على دقة المسرحية الملابسية بناء على قدرة الشخص لتمثيل الشخصية من خلال الجسد، وغالبًا ما تواجه ممثلو المسرحية الملابسية  «حدود جسدية» كمقدار الجاذبية، والوزن، والإعاقة الجسدية؛ فهي كلها أمور تحول دون اظهار المسرحية الملابسية بشكل دقيق. وتقاس جودة المسرحية الملابسية بقدرة ممثلو المسرحية الملابسية  على ترجمة مظهر الشخصية من الشاشة وإلى المسرحية الملابسية نفسه. ويقول البعض أن المسرحية الملابسية لا يمكن له أن تكون تمثيلًا حقيقيُا للشخصية، ولكن تمكن الإحساس بالشخصية من خلال الجسد. ويقولون كذلك أن التجسيد الحقيقي للشخصية يقاس بمدى قرب ممثلو المسرحية الملابسية  من الشكل الأصلي للشخصية. يمكن للمسرحية الملابسية أيضًا أن يساعد من يعاني مشاكل ثقة بالنفس.

## أصل الاسم كوسبلاي
مصطلح «كوسبلاي» هو مصطلح ياباني للمصطلحين الإنجليزيين «زي» و «مسرحية». وقد صاغ المصطلح نوبويوكي تاكاهاشي Nobuyuki Takahashi من ستوديو هارد  بعد أن حضر مؤتمر الخيال العلمي العالمي لعام 1984 «وورلدكون worldcon» في لوس أنجلوس ورأى معجبين يرتدون أزياء، والتي كتب عنها لاحقًا في مقال بالمجلة اليابانية ماي أنايم. قرر تاكاهاشي صك كلمة جديدة بدلًا من استخدام الترجمة الحالية للمصطلح الإنجليزي (masquerade) لأن ذلك يترجم إلى اليابانية على أنه «زي أرستقراطي»، ما لا يتطابق مع تجربته مع وورلد كون. يعكس المصطلح طريقة يابانية شائعة Japanese method of abbreviation في الاختصار إذ تُستخدم أول مجموعتين من زوج من الكلمات لتشكيل مركب مستقل moras : «زي» يصبح kosu (コ ス) ويصبح (play) نقيًا (プ レ).

## التاريخ

### ما قبل القرن العشرين
كانت الكرات التنكرية سمة من سمات موسم الكرنفال في القرن الخامس عشر، وتضمنت إدخالات ملكية مجازية أكثر تفصيلًا والمواكب ومواكب النصر التي تحتفل بالزواج وغيرها من الأحداث الأسرية في أواخر العصور الوسطى في حياة البلاط.امتدت إلى الاحتفالات العامة بالملابس في إيطاليا خلال عصر النهضة Renaissance في القرن السادس عشر، وهي رقصات متقنة عمومًا تقام لأعضاء الطبقات العليا، التي كانت شائعة خصوصًا في البندقية. كانت حفلات الأزياء -الإنجليزية الأمريكية- أو الحفلات التنكرية -الإنجليزية البريطانية- شائعة منذ القرن التاسع عشر فصاعدًا. أدلة الأزياء في تلك الفترة، مثل أزياء صموئيل ميلر للشخصية الذكورية (1884) أو فساتين أرديرن Fancy Dresses Describedهولت الفاخرة الموصوفة (1887)، تتميز غالبًا بالأزياء العامة، سواء كانت أزياء الفترة أوالأزياء الوطنية أو الأشياء أو المفاهيم المجردة مثل «الخريف» أو «ليلة». معظم الأزياء المحددة الموصوفة هنا هي لشخصيات تاريخية، مع أن بعضها مأخوذ من الخيال، مثل الفرسان الثلاثة The Three Musketeers أو شخصيات شكسبير. بحلول مارس 1891، أُعلن عن دعوة حرفية من قبل هربرت تيبيتس لما يمكن وصفه اليوم بـ (cosplayers) لحدث أقيم في الفترة من 5 إلى 10 مارس من ذلك العام في قاعة ألبرت الملكية في لندن، لما يسمى Vril-Ya Bazaar and Fete مأخوذ عن رواية خيال علمي وشخصياتها، نُشرت قبل عقدين من الزمن.

#### أزياء المعجبين
يمكن القول إن شخصية الشريط الهزلي للخيال العلمي آد كوندو، السيد سكايجاك Mr. Skygack ، من المريخ -عالم إثنوغرافي مريخي أساء فهم العديد من الشؤون الأرضية بشكل هزلي- هي الشخصية الخيالية الأولى التي قلدها الناس بواسطة ارتداء الأزياء، سنة 1908 السيد والسيدة ويليام فيل من سينسيناتي، يقال إن ولاية أوهايو حضرت حفلة تنكرية في حلبة تزلج مرتدية أزياء السيد سكايجاك وميس ديلبيكلز. لاحقًا، سنة 1910، فازت امرأة لم يذكر اسمها بالجائزة الأولى في حفلة تنكرية في تاكوما، واشنطن مرتدية زي سكايجاك آخر.
كان أول من ارتدوا أزياء لحضور المؤتمر هم عشاق الخيال العلمي فورست جي أكرمان وميرتل آر دوغلاس، المعروفين في القاعدة الجماهيرية باسم موروجو.
حضروا المؤتمر العالمي الأول للخيال العلمي لعام 1939 -نيكون أو وورلدكون الأول- في قاعة كارافان، نيويورك، مرتدين «أزياء مستقبلية»، متضمنةً الرأس الأخضر والمؤخرات، استنادًا إلى الأعمال الفنية لمجلة اللب لفرانك ر. بول، وعام 1936 فِلم الأشياء التي ستأتي Things to Come، صممه وابتكره دوغلاس. صرح أكرمان لاحقًا أنه يعتقد أنه كان من المفترض أن يرتدي الجميع زيًا في مؤتمر خيال علمي، مع أنه هو ودوغلاس فقط من فعل ذلك. انتشرت أزياء المعجبين، ومع ذلك، فإن العالم الثاني worldcon 2nd(1940) كان له حفلة تنكرية غير رسمية أقيمت في غرفة دوغلاس وحفل تنكري رسمي جزءًا من البرنامج. بينما حصل روبرت أيه دبليو لاوندز على المركز الثاني بزي بار سينسترو -من رواية البقعة العمياء من تأليف أوستن هول وهومر إيون فلينت. ارتدى كل من أكرمان ودوغلاس أزياءهم المستقبلية مرة أخرى، واستمر التنكر وكرات الأزياء في أن تكون جزءًا من تقليد اتفاقية الخيال العلمي العالمي بعد ذلك. المتسابقون إما ساروا عبرمرحلة أو منطقة خالية من حلبة الرقص. ارتدى أكرمان زي «أحدب نوتردام» إلى العالم الثالث (1941)، الذي تضمن قناعًا صممه وصنعه راي هاريهاوزن، لكنه سرعان ما توقف عن ارتداء الأزياء التقليدية. (Pool)، القناع الذي صنعه هاريهاوزن مرة أخرى، إلى وورلدكون الثالث وزي الأم الأفعى إلى وورلدكون الرابع (1946). استخدمت طبعة عام 1944 من موسوعة جاك سبير فانسيكلوبيديا المصطلح.